# 히네테

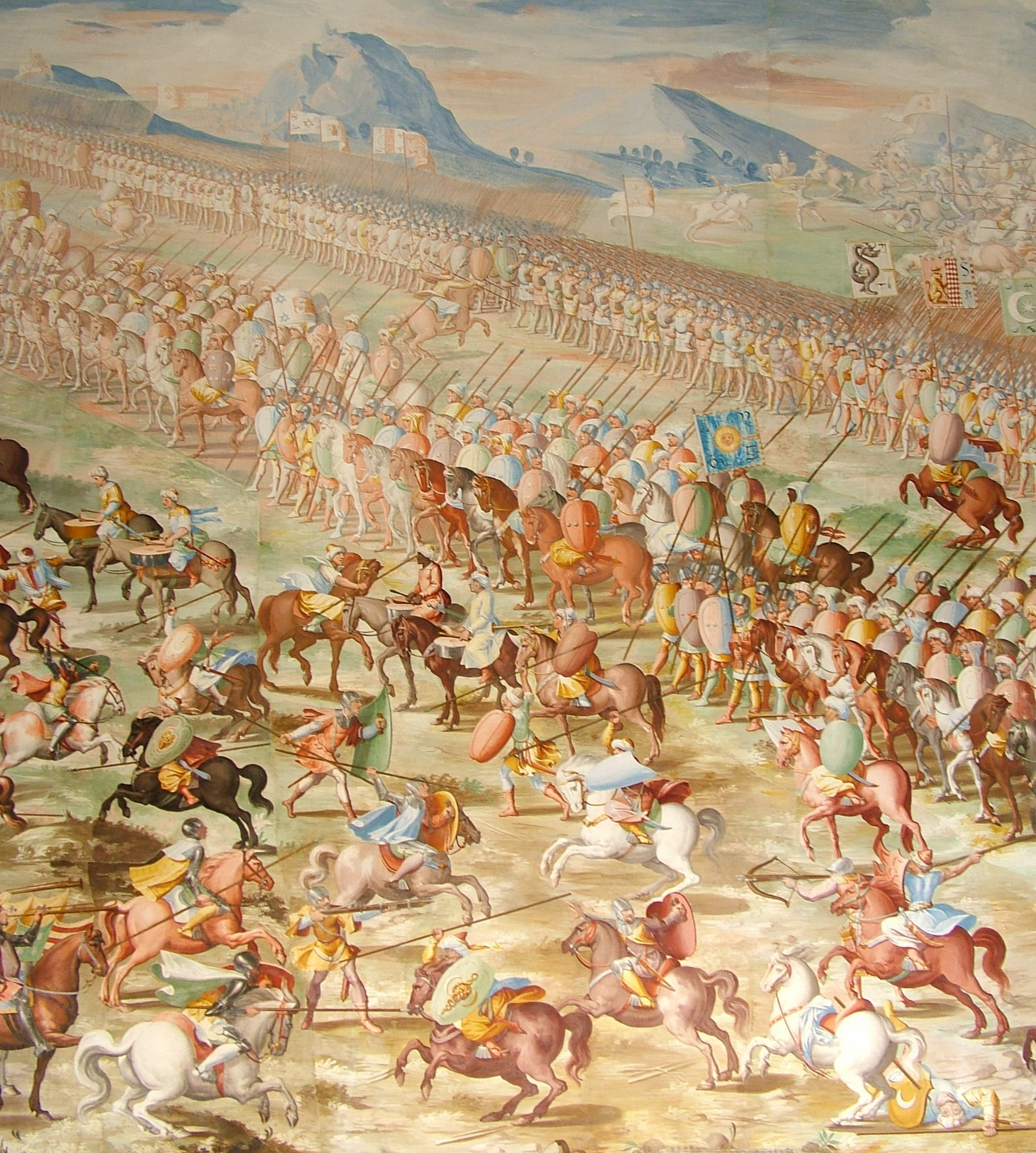
이구에루엘라 전투에서 접전을 벌이는 히네테 기병들의 모습. 1431년.

히네테(Jinete, Genitour)는 '기마병(horseman)'을 의미하는 스페인어로서, 중세 스페인에서 기동전을 벌이는 데 특화되었던 경기병 병종을 의미한다.

## 역사
군사적 차원에서 볼 때, '히네테'는 경기병 전술을 주로 사용하던 무어인들에 대항하기 위해 투창, 검, 방패 등을 장비하고 있던 중세 초기의 경기병들을 칭하는 것이었다. 이들은 스페인에서 매우 선호되어, 한 때 군대 내에서 가장 많이 운용되는 병종이기도 했으며, 16세기까지의 레콩키스타의 과정에서 뛰어난 활약을 선보여 왔다. 또한, 이탈리아 전쟁에서는 곤살로 데 코르도바와 라몬 데 카르도나의 지휘 하에 성공적인 전략 및 전술의 수행을 돕기도 했다.